# All or Nothing (альбом Джамалы)
All or Nothing (рус. Всё или ничего) — второй студийный альбом украинской певицы Джамалы, выпущенный 19 марта 2013 года под лейблом «Moon Records». Запись альбома длилась около года в Киеве. В поддержку альбома были выпущены синглы «Я Люблю Тебя», «Hurt» и «Кактус».

## История создания
Релиз альбома All or Nothing состоялся 19 марта 2013 года на сервисе «SoundCloud». Альбом включает в себя двенадцать композиций, тексты которых были написаны российской писательницей Викторией Платовой, а музыка самой певицей. На диск вошло сразу несколько композиций на русском: «Кактус», «Я люблю тебя» и «У осени твои глаза».
В поддержку альбома были выпущены три сингла. 8 ноября 2012 года был выпущен первый сингл «Я Люблю Тебя». Второй сингл, «Hurt», был выпущен 18 декабря того же года. Третий сингл, «Кактус» был выпущен 6 марта 2013 года на сервисе «SoundCloud».
Концертная презентация альбома All Or Nothing состоялась 26 апреля 2013 года в киевском Октябрьском дворце. Джамала выступила на сцене дворца с новым составом группы, в который она выбирала лучших музыкантов Киева в течение нескольких месяцев. В том же году, альбом All or Nothing был выпущен в формате грампластинки.

## Список композиций
| №                   | Название                          | Длительность |
| ------------------- | --------------------------------- | ------------ |
| 1.                  | «All Or Nothing»                  | 3:52         |
| 2.                  | «How To Explain»                  | 4:06         |
| 3.                  | «Кактус»                          | 3:57         |
| 4.                  | «What's Worse»                    | 3:37         |
| 5.                  | «All These Simple Things»         | 3:35         |
| 6.                  | «Your Love»                       | 4:17         |
| 7.                  | «У Осени Твои Глаза» (на русском) | 3:23         |
| 8.                  | «Я Люблю Тебя» (на русском)       | 2:45         |
| 9.                  | «Why Is That»                     | 4:12         |
| 10.                 | «Like A Bird»                     | 3:33         |
| 11.                 | «Hurt»                            | 4:03         |
| 12.                 | «Unutmasan» (на крымскотатарском) | 5:11         |
| Общая длительность: | Общая длительность:               | 46:35        |

## История релиза
| Регион  | Дата          | Лейбл        | Формат |
| ------- | ------------- | ------------ | ------ |
| Украина | 19 марта 2013 | Moon Records | ЦД, CD |